# Jerzy Harald
Jerzy Harald, właśc. Jan Liersz (ur. 12 listopada 1916 w Poznaniu, zm. 18 sierpnia 1965 w Katowicach) – polski kompozytor, pianista, skrzypek, autor muzyki filmowej, teatralnej i radiowej oraz piosenek, także dyrygent i aranżer. 

## Życiorys
Przybył na Śląsk za sprawą ojca - budowniczego, któremu zlecono budowę katowickiej katedry. Gry na fortepianie uczył się prywatnie, później w 1938 ukończył Państwowe Konserwatorium Muzyczne w Katowicach.
Od roku 1938 do wybuchu wojny był akompaniatorem i członkiem pierwszej orkiestry radiowej w Polskim Radiu w Katowicach „As Pik”. Już na początku swych działań artystycznych został doceniony przez Kaszubów, którzy przyznali mu zaocznie w roku 1938 prestiżową nagrodę „Bursztynowe drzewo”. 
W czasie okupacji niemieckiej ukrywał się i dorywczo pracował jako organista kościelny.
Po wojnie w 1945 ponownie nawiązał współpracę z Rozgłośnią PR w Katowicach. W latach 1945–1947 kierował Redakcją Muzyki Rozrywkowej, jednocześnie prowadząc Małą Orkiestrę Rozrywkową Rozgłośni Śląskiej Polskiego Radia.
Pseudonim Jerzy Harald przybrał w roku 1947. Posługując się nim, kierował Orkiestrą Taneczną Rozgłośni Śląskiej, pisał też dla niej utwory i tworzył aranżacje.
Utwory skomponowane przez Haralda wykonywali m.in. tacy artyści jak: Regina Bielska, Olgierd Buczek, Jan Danek, Janusz Gniatkowski, Maria Koterbska, Marta Mirska, Jerzy Połomski, Irena Santor, Natasza Zylska, Poluzjanci.
Mąż Krystyny Liersz, ps. Krystyna Wnukowska (1922–2005), poetki, autorki tekstów piosenek, ojciec Krystyny Liersz-Żelasko.

Zmarł w Katowicach, spoczywa obok żony na cmentarzu przy ul. Francuskiej.

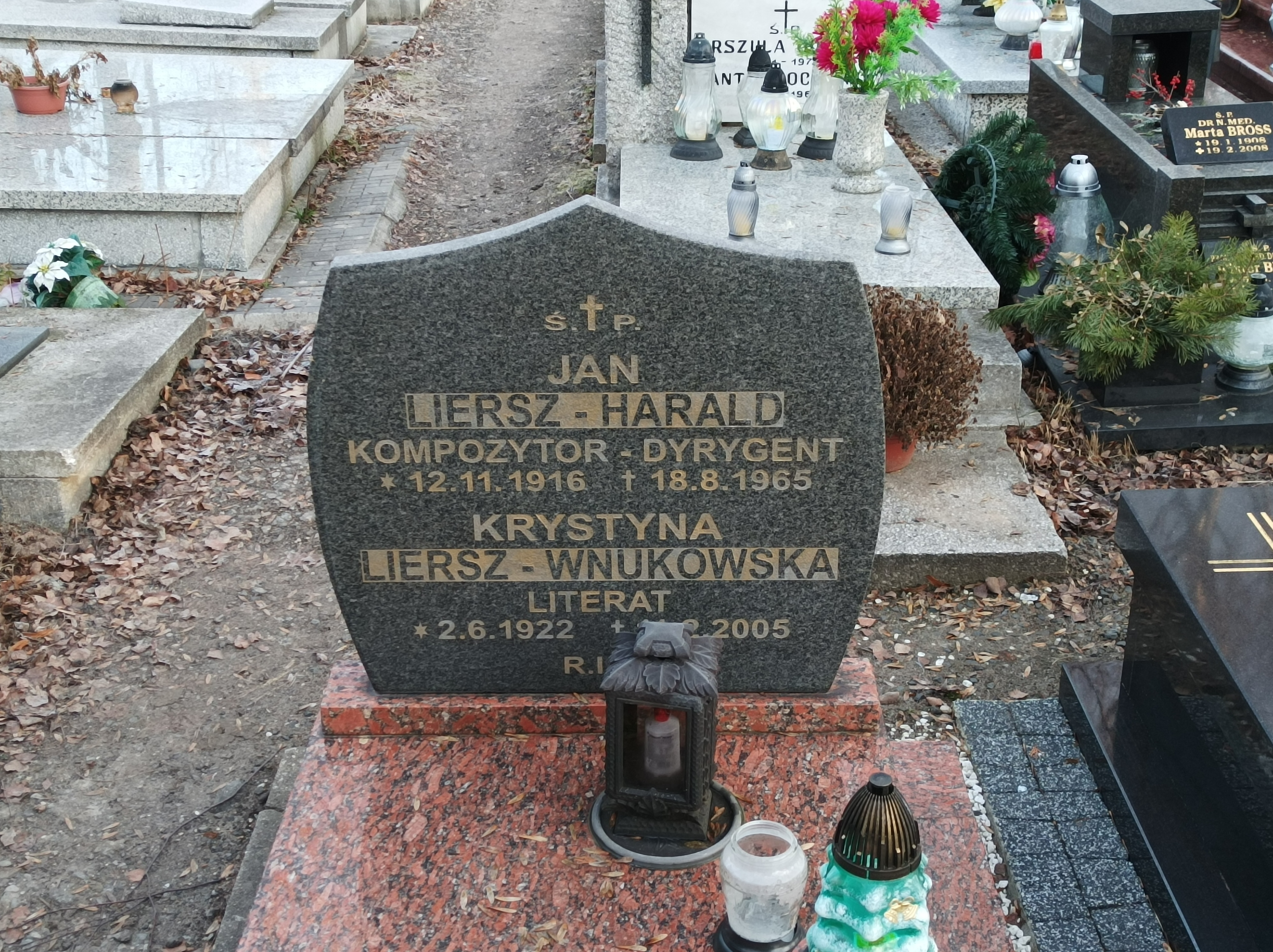
Grób Jerzego Haralda na cmentarzu przy ul. Francuskiej w Katowicach

## Filmografia (wybór)
- 1947 – Ślepy tor
- 1948 – Powrót
- 1948 – Skarb
- 1950 – Pierwszy start
- 1955 – Sprawa pilota Maresza
- 1955 – Trzy starty
- 1955 – Zaczarowany rower
- 1956 – Nikodem Dyzma
- 1957 – Deszczowy lipiec
- 1957 – Kapelusz pana Anatola
- 1957 – Skarb kapitana Martensa
- 1957 – Spotkania

## Piosenki
- „Brzydula i rudzielec” (słowa Krystyna Wnukowska, wyk. Maria Koterbska)
- „Jak powstała piosenka”
- „Jest taki jeden skarb”
- „Kominiarz”
- „Listonosz”
- „Mały domek”
- „Marsylia”
- „Miłość przychodzi, kiedy chce”
- „Mój chłopiec piłkę kopie” (słowa Krystyna Wnukowska, wyk. Maria Koterbska)
- „Piosenka dla nieznajomej”
- „Rumba nocą”
- „Serenada, serenada”
- „Warszawa, ja i ty” (słowa Ludwik Starski, wyk. Irena Santor, Alibabki[3])
- „Zachodzi słoneczko”
- „Wrocławska piosenka” (słowa Krystyna Wnukowska, wyk. Maria Koterbska)
- „Znikło miasto, nie ma ludzi”
- „Żaby i sport”

## Dyskografia (wybór)

### EP (minialbumy)
- Janusz Gniatkowski / Regina Bielska – split PN Muza N 0071 (J. Gniatkowski i Zespół Taneczny Jerzego Haralda)

## Odznaczenia
- Srebrny Krzyż Zasługi (1954)[4]

## Upamiętnienie
Upamiętniony został poprzez nadanie nazwy ulicy jego imienia w Katowicach. Ulica ta znajduje się niedaleko nowej siedziby Narodowej Orkiestry Symfonicznej Polskiego Radia w Katowicach.
Z okazji setnej rocznicy urodzin kompozytora w roku 2016 Studio Koncertowe Polskiego Radia Katowice otrzymało imię Jerzego Haralda. Rozgłośnia PR Katowice ogłosiła rok 2016 Rokiem Haralda.